# آمبوهیباری
آمبوهیباری (به لاتین: Ambohibary) یک منطقهٔ مسکونی در ماداگاسکار است که در آلائوترا-مانگورو واقع شده‌است. آمبوهیباری ۹۷۰ کیلومتر مربع مساحت و ۳۵٬۹۲۳ نفر جمعیت دارد و ۱٬۷۰۰ متر بالاتر از سطح دریا واقع شده‌است.